# Jonas Engberg
Jonas Engberg, född 19 juni 1833 i Bollnäs, död okänt år, var en svensk xylograf.
Engberg var verksam som xylograf i Paris men återkom till Sverige och knöts vid 1880-talets början som xylograf vid Wilhelm Meyers ateljé i Stockholm. Där medverkade han vid xylograferingen av August Malmströms illustrationer till Fänrik Ståls sägner. Han medverkade i Konstakademins utställning med träsnittsprof 1885. Han bestämde sig för att företa en resa med kursen lagd Frankrike-England-USA-Mexiko 1886 men försvann spårlöst under resans gång.